# Petőczi-árok
A Petőczi-árok elnevezésű patak Kővágótöttös közigazgatási területén, a falutól északra, a  Nyugat-Mecsekben, a T. Bettina-forrásnál ered.
Felette feküdt egykor a vízfolyás névadója, Petőcz (más nevein: Petőczpuszta, Viganvár), egy apró település, amely számos viszontagság után - az első világháborút követő években az itt húzódó demarkációs vonal miatt négy évre ki kellett üríteni, a második világháború során pedig négy hónapon keresztül frontvonal zárta el a pusztát a külvilágtól - végül a kibontakozó uránércbányászat áldozatává vált. Az utolsó hét családot az állami kisajátítások után 1965-ben költöztették a közeli Kővágószőlősre és Pécsre. A településből mindössze az 1925-27-ben emelt harangláb maradt meg. A kitermelés során a patak melletti aknák egyikében az 1250 méteres mélységet is elérték, így ez lett hazánkban a legmélyebb pont, ahová ember leereszkedett. Az uránércbányászat ezredforduló környéki megszűnése után a környéket az erre kijelölt állami vállalatok rekultiválták.
A patak a forrása után útját közel egy kilométeren keresztül északnyugatra folytatja, majd egy nagyobb balkanyar után a Sás-völgyben nyugatra, kissé északnyugatra tart. Közben belép Bakonya közigazgatási területére, ahol elhalad a Mecsekerdő által működtetett Erdő Háza előtt, hogy végül Hetvehely közigazgatási területén, a házaktól kissé délre, a bükkösdi kőbányától északra érje el balról a Bükkösdi-vizet.
A vízfolyás a Nyugat-Mecsek Tájvédelmi Körzetben, védett természeti területen halad. A PTE TTK Hidrobiológiai Tanszék kedvelt kutatási helyszíne, évek óta itt zajlik a fokozottan védett kétcsíkos hegyiszitakötő kirepülési jellemzőinek monitorozása. Hordalékában számos érdekes ásvány is található. 
A Petőczi-árok vízgazdálkodási szempontból az Alsó-Duna jobb part Vízgyűjtő-tervezési alegység működési területéhez tartozik.